# Mark Hunter (ishockeyspelare)
Mark William Hunter, född 12 november 1962, är en kanadensisk före detta tränare och professionell ishockeyforward som tillbringade tolv säsonger i den nordamerikanska ishockeyligan National Hockey League (NHL), där han spelade för ishockeyorganisationerna Montreal Canadiens, St. Louis Blues, Calgary Flames, Hartford Whalers och Washington Capitals. Han producerade 384 poäng (213 mål och 171 assists) samt drog på sig 1 426 utvisningsminuter på 628 grundspelsmatcher. Hunter spelade också  på lägre nivåer för Baltimore Skipjacks i American Hockey League (AHL) och Brantford Alexanders i Ontario Major Junior Hockey League (OMJHL)/Ontario Hockey League (OHL).
Han draftades i första rundan i 1981 års draft av Montreal Canadiens som sjunde spelare totalt. Hunter vann en Stanley Cup med Calgary Flames för säsongen 1988–1989.
Han är bror till de före detta ishockeyspelarna Dale Hunter och Dave Hunter som båda spelade i NHL under sina aktiva spelarkarriärer. Efter sin aktiva spelarkarriär var han tränare för Sarnia Sting i OHL och St. John's Maple Leafs i AHL fram till 2000 när han och sin bror Dale köpte det kanadensiska juniorishockeylaget London Knights i OHL och där Mark blev general manager och Dale blev tränare. Den 28 november 2011 utsågs Dale till tränare för sitt gamla Washington Capitals i NHL och då tog Mark över tränarrollen. Dale återvände dock till Knights efter spelad NHL-säsong och Mark återgick till att vara enbart general manager. Den 21 oktober 2014 meddelade Toronto Maple Leafs i NHL att Hunter skulle börja arbeta för dem som chef för spelarpersonalen. Den 12 april 2015 fick Maple Leafs general manager Dave Nonis sparken och ishockeyorganisationen utsåg Hunter och den assisterande general managern Kyle Dubas till tillförordnade general managers. Under sommaren gjorde Maple Leafs president Brendan Shanahan en stor omorganisation efter årtionden av misskötsel, där nästan alla personer på viktiga ledarpositioner fick gå och man valde ta in bland annat Lou Lamoriello som general manager och Mike Babcock som tränare. Hunter återgick till att vara chef för spelarpersonalen och Dubas fortsatte som assisterande general manager men drygt ett år senare blev även Hunter assisterande general manager. Den 22 maj 2018 meddelade Maple Leafs att Hunter hade avgått från sina positioner med omedelbar verkan.

## Statistik
| 1978–1979        | Petrolia Jets        |                  | 44  | 35  | 44  | 79  | 160  | —  | —  | —  | —  | —   |
| 1979–1980        | Brantford Alexanders | OMJHL            | 66  | 34  | 55  | 79  | 171  | 11 | 2  | 8  | 10 | 27  |
| 1980–1981        | Brantford Alexanders | OHL              | 53  | 39  | 40  | 79  | 157  | 6  | 3  | 3  | 6  | 27  |
| 1981–1982        | Montreal Canadiens   | NHL              | 71  | 18  | 11  | 29  | 143  | 5  | 0  | 0  | 0  | 20  |
| 1982–1983        | Montreal Canadiens   | NHL              | 31  | 8   | 8   | 16  | 73   | —  | —  | —  | —  | —   |
| 1983–1984        | Montreal Canadiens   | NHL              | 22  | 6   | 4   | 10  | 42   | 14 | 2  | 1  | 3  | 69  |
| 1984–1985        | Montreal Canadiens   | NHL              | 72  | 21  | 12  | 33  | 123  | 11 | 0  | 3  | 3  | 13  |
| 1985–1986        | St. Louis Blues      | NHL              | 78  | 44  | 30  | 74  | 171  | 19 | 7  | 7  | 14 | 48  |
| 1986–1987        | St. Louis Blues      | NHL              | 74  | 36  | 33  | 69  | 167  | 5  | 0  | 3  | 3  | 10  |
| 1987–1988        | St. Louis Blues      | NHL              | 66  | 32  | 31  | 63  | 136  | 5  | 2  | 3  | 5  | 24  |
| 1988–1989        | Calgary Flames       | NHL              | 66  | 22  | 8   | 30  | 195  | 10 | 2  | 2  | 4  | 23  |
| 1989–1990        | Calgary Flames       | NHL              | 10  | 2   | 3   | 5   | 39   | —  | —  | —  | —  | —   |
| 1990–1991        | Calgary Flames       | NHL              | 57  | 10  | 15  | 25  | 125  | —  | —  | —  | —  | —   |
|                  | Hartford Whalers     | NHL              | 11  | 4   | 3   | 7   | 40   | 6  | 5  | 1  | 6  | 17  |
| 1991–1992        | Hartford Whalers     | NHL              | 63  | 10  | 13  | 23  | 159  | 4  | 0  | 0  | 0  | 6   |
| 1992–1993        | Washington Capitals  | NHL              | 7   | 0   | 0   | 0   | 14   | —  | —  | —  | —  | —   |
|                  | Baltimore Skipjacks  | AHL              | 28  | 13  | 18  | 31  | 66   | —  | —  | —  | —  | —   |
| NHL totalt       | NHL totalt           | NHL totalt       | 628 | 213 | 171 | 384 | 1426 | 79 | 18 | 20 | 38 | 230 |
| OMJHL/OHL totalt | OMJHL/OHL totalt     | OMJHL/OHL totalt | 119 | 73  | 95  | 168 | 328  | 17 | 5  | 11 | 16 | 54  |